# Real Money Records
Real Money Records es una de Houston, Texas basado en el sur de sello de rap comenzó por Dre Yung, Young B y Lil Ice en 2006. Se le llamaba Welshpool Records en abril de 2004. Su famoso y más conocido sello en el norte de Houston USA, y en Humble, Texas y Tomball, Texas. Paul Wall ha sido testigo de la etiqueta, pero es sólo Real Money Records está afiliado con Swishahouse.

## Álbumes
- 1000 Degreez (por Dre Yung) (2008)
- Da Hood Street Life (por Young B) (2008)

## Lista Artistas

### Actual Artistas
- Yung Dre (Presidente)
- Young B (Vice President)
- Lil Ice
- Lil Red
- Young V
- Tre D
- G Man
- CJ

### Real Money México
- Miguel Rodríguez
- king Yankee

### Ex Artistas
- Young Boss
- Triple OG
- Soldier King
- Gangsta G

- Datos: Q6102080